# Kistapolca
Kistapolca község Baranya vármegyében, a Siklósi járásban.

## Fekvése
Siklóstól délkeletre, a Villányi-hegységtől délre helyezkedik el.
A térség településeihez mérten a közigazgatási területe aránylag kicsi, így csak három települési szomszédja van: észak felől Nagyharsány, délkelet felől Beremend, nyugat felől pedig Siklósnagyfalu.

### Megközelítése
Legfontosabb közúti megközelítési útvonala az 5708-as út, ezen érhető el – Nagyharsányon keresztül – Siklós és Villány, illetve – Beremenden át – a déli országhatár felől is. A tőle nyugatra fekvő, környező településekkel (Siklósnagyfalun, Egyházasharasztin és Alsószentmártonon át egészen Mattyig) az 5709-es út kapcsolja össze.

## Története
Nevének jelentése: az ősi szláv alapszóból meleg vizű forrás. Első okleveles említése 1294-ben Topolcha, ugyanaz a neve a már akkor is működő hévizes helynek is a település területén. A helyén egy Székelynagyfalu nevű település lehetett, hogy mikor és hol terült el, ebben bizonytalanok a források. Többféle kerámiatöredéket találtak a forrásnál és a ravatalozónál is, de eddig azt sem sikerült tisztázni, hogy az 1730-as években létrehozott település pontosan mikor is született, német bevándorlói pedig hová költöztek el.

### Leírások a településről
- 1799 – „Tapoltza. Magyar falu Baranya Várm., földes Ura Gr. Batthyáni Uraság, lakosai katolikusok, és reformátusok, fekszik Siklóshoz nem meszsze, és annak filiája, Beremendel, Nagyfaluval és Nagy-Harsánnyal határos, határja Nagyfaluéval egygyütt 3 nyomásbéli, szőleje, fája nints, búzát jól, egyebet közönségesen terem, piatza Eszéken, és Siklóson. E Helység valaha Székely nagy Falunak hivattatott, de most tsekély falutska, régi nagyságát mutattyák a még mostan is látható házaknak kő alapjai, híres e falu a föld gyomrából sebesen kijövő kénköves vízről, melly folyás felén egy 3 szobából álló fördőház vagyon, holott sokan fördéseknek hasznát veszik; folyásán malom is van.”
- 1851 – „Tapolcza, magyar falu Baranya vmegyében, utolsó posta Siklóshoz 1 órányira: 13 kath., 254 ref. lakossal, kik a nagyfalusi anyaekklézsiához tartoznak. Kath. fiók szentegyház. Földje szép búzát terem. Ásványforrása ez előtt meleg volt, de most hidegen csergedez. Földes ura gr. Batthyáni.”

Egyesek szerint a Kistapolca jelölést először 1904-ben említik.

## Napjaink
A vezetékes ivóvízellátás teljesen megoldott, a törpevízmű tulajdonosa a helyi önkormányzat. A gyerekek a szomszédos településekre járnak óvodába és iskolába. Az orvosi ellátás hetente két alkalommal van.
A közösségi programokhoz a római katolikus templomán kívül a polgármesteri hivatal épületében kialakított, legfeljebb félszáz fő befogadására alkalmas helyiség teremt lehetőséget.

### Kistapolca halastavai
Malomréti tó
2000-ben alakították ki a helyi természetes forrás vizének mesterséges mederbe terelésével, a falutól északnyugatra; területe 3,5 hektár, kezelője a Duna-Dráva Horgászegyesület.
Borbála horgásztó
2004-ben került átadásra a belterülettől északra, területe 7.2 hektár, használója a Kistapolca és Vidéke Horgászegyesület. Engedély-ügyintézésre és csónakkölcsönzésre a helyszínen van lehetőség. Ritka madarak költőhelye szomszédságban festői környezetben található, mely elsősorban a horgászoknak nyújt kellemes szórakozást, de lehet kisebb túrák, kirándulások célja is.

## Közélete

### Polgármesterei
- 1990–1994: Pothorszki József (független)[4]
- 1994–1998: Ifj. Waller Ferenc (független)[5]
- 1998–2002: Ifj. Waller Ferenc (független)[6]
- 2002–2006: Ifj. Waller Ferenc (független)[7]
- 2006–2008: Waller Ferenc (független)[8]
- 2008–2010: Ambrus Lajosné (független)[9]
- 2010–2014: Ambrus Lajosné (független)[10]
- 2014–2019: Ambrus Lajosné (független)[11]
- 2019–2024: Ambrus Lajosné (független)[12]
- 2024– : Ambrus Lajosné (független)[1]

A településen 2008. augusztus 17-én időközi polgármester-választást (és képviselő-testületi választást) tartottak, az előző képviselő-testület önfeloszlatása miatt. A választás hat polgármesterjelöltje között az addigi faluvezető is elindult, de 31,93 %-os eredményével csak a második helyet érte el.

## Gazdaság
A község 2008 márciusában csődbe került, ennek oka a körjegyzőség felszámolása miatti végkielégítések kifizetése volt.

## Népesség
A település népességének változása:
| Lakosok száma | 176  | 171  | 180  | 163  | 162  | 193  | 196  | 204  |
|               | 2013 | 2014 | 2015 | 2019 | 2021 | 2022 | 2023 | 2024 |

A 2011-es népszámlálás során a lakosok 83,6%-a magyarnak, 1,1% cigánynak, 3,7% horvátnak, 1,1% németnek mondta magát (15,9% nem nyilatkozott; a kettős identitások miatt a végösszeg nagyobb lehet 100%-nál). A vallási megoszlás a következő volt: római katolikus 42,3%, református 14,3%, felekezeten kívüli 12,2% (31,2% nem nyilatkozott).
2022-ben a lakosság 95,3%-a vallotta magát magyarnak, 2,6% cigánynak, 2,6% németnek, 1,6% horvátnak, 0,5% bolgárnak, 1% egyéb, nem hazai nemzetiségűnek (3,1% nem nyilatkozott; a kettős identitások miatt a végösszeg nagyobb lehet 100%-nál). Vallásuk szerint 33,7% volt római katolikus, 8,8% református, 0,5% görög katolikus, 10,9% felekezeten kívüli (46,1% nem válaszolt).

## Nevezetességei
- Kápolna: A kistapolcai kápolnát 1783-ban Batthyányné gróf Perényi Borbála alapíttatta egy dombocskán, amit a nép Török-dombnak nevez. A sekrestyés elmondása szerint „…a nagyharsányi csatában elesett hősök miatt emelt domb aljában nagy sírban nyugszanak ismeretlen számú harcosok”. A Török-domb hagyománya elterjedt. Botos Ilona szülei épp a kistapolcai kápolna mellett laktak. Dakáné Marócsai Etelka harsányi lakos szerint nászasszonya kertje mellett a templomdomb van. Nagy esőben a víz most is kimos onnan emberi csontokat. A tapolcaik mind azt mondják, hogy ott a nagyharsányi csata hősi halottainak sírdombján áll a kistapolcai római katolikus kápolna.[16]

## Itt születtek
- Barta Lajos, született Krausz Lajos (Kistapolca, 1878. október 20. – Budapest, 1964. október 18.) Kossuth-díjas magyar író, újságíró.